# Persone di cognome Johnston
| Questa pagina contiene informazioni ricavate automaticamente dalle voci biografiche con l'ausilio del template Bio e di un bot. L'aggiornamento è periodico e automatico e ricostruisce completamente la pagina. Se manca una persona in questa lista, sei pregato di non aggiungerla, ma accertati piuttosto che la sua voce biografica contenga il template Bio e che i dati anagrafici siano correttamente compilati. Se il template Bio manca, inseriscilo tu stesso o, in alternativa, metti l'avviso {{tmp\|Bio}} che ne segnala la mancanza. Se i dati riportati sono sbagliati, correggi direttamente la voce biografica; le modifiche saranno visibili in questa lista entro pochi giorni. Per chiarimenti vedi il progetto antroponimi. La lista contiene solo le 71 persone che sono citate nell'enciclopedia e per le quali è stato implementato correttamente il template Bio. Pagina aggiornata al 7 ago 2025. |

Questa è una lista di persone presenti nell'enciclopedia che hanno il cognome Johnston, suddivise per attività principale.

## Allenatori di calcio(3)
- Allan Johnston, allenatore di calcio e ex calciatore scozzese (Glasgow, n. 1973)
- Mo Johnston, allenatore di calcio e ex calciatore scozzese (Glasgow, n. 1963)
- Tom Johnston, allenatore di calcio e calciatore scozzese (Coldstream, n. 1918 - Nottingham, † 1994)

## Architetti(1)
- Francis Johnston, architetto irlandese (Armagh, n. 1760 - Dublino, † 1829)

## Attiviste(1)
- Jill Johnston, attivista e giornalista statunitense (Londra, n. 1929 - Hartford, † 2010)

## Attori(5)
- Jamie Johnston, attore e cantautore canadese (Toronto, n. 1989)
- Jay Johnston, attore e comico statunitense (Chicago, n. 1968)
- Johnnie Johnston, attore e cantante statunitense (Saint Louis, n. 1915 - Cape Coral, † 1996)
- Michael Johnston, attore statunitense (Carolina del Nord, n. 1996)
- Tyler Johnston, attore canadese (New Westminster, n. 1987)

## Attrici(3)
- Julanne Johnston, attrice statunitense (Indianapolis, n. 1900 - Grosse Pointe, † 1988)
- Justine Johnston, attrice e cantante statunitense (Evanston, n. 1921 - West Hollywood, † 2006)
- Kristen Johnston, attrice statunitense (Washington, n. 1967)

## Calciatori(10)
- Alistair Johnston, calciatore canadese (Vancouver, n. 1998)
- Chris Johnston, calciatore scozzese (Irvine, n. 1994)
- Craig Johnston, ex calciatore australiano (Johannesburg, n. 1960)
- Davie Johnston, calciatore scozzese (Nairn, n. 1942 - † 2004)
- Davie Johnston, ex calciatore scozzese (Aberdeen, n. 1948)
- George Johnston, calciatore scozzese (Manchester, n. 1998)
- Harry Johnston, calciatore e allenatore di calcio inglese (Manchester, n. 1919 - Manchester, † 1973)
- Max Johnston, calciatore scozzese (Middlesbrough, n. 2003)
- Michael Johnston, calciatore irlandese (Glasgow, n. 1999)
- Willie Johnston, ex calciatore scozzese (Glasgow, n. 1946)

## Canottieri(1)
- Donald Johnston, canottiere statunitense (Arlington, n. 1899 - † 1984)

## Cantanti(1)
- Cristy Lane, cantante statunitense (Peoria, n. 1940)

## Cantautori(1)
- Daniel Johnston, cantautore e pittore statunitense (Sacramento, n. 1961 - Waller, † 2019)

## Cantautrici(2)
- Michelle Shocked, cantautrice statunitense (Dallas, n. 1962)
- Lanie Lane, cantautrice e chitarrista australiana (Sydney, n. 1987)

## Cestiste(1)
- Cynthia Johnston, ex cestista canadese (Calgary, n. 1968)

## Cestisti(3)
- Nate Johnston, ex cestista statunitense (Birmingham, n. 1966)
- Neil Johnston, cestista e allenatore di pallacanestro statunitense (Chillicothe, n. 1929 - Irving, † 1978)
- Ken Johnston, cestista e allenatore di pallacanestro scozzese (Edimburgo, † 2024)

## Compositori(2)
- Arthur Johnston, compositore, arrangiatore e pianista statunitense (New York, n. 1898 - Corona del Mar, † 1954)
- Jim Johnston, compositore e musicista statunitense (Pocahontas, n. 1952)

## Costumiste(1)
- Joanna Johnston, costumista britannica (n. 1954)

## Critici letterari(1)
- Brian Johnston, critico letterario britannico (n. 1932 - † 2013)

## Diplomatici(1)
- Reginald Fleming Johnston, diplomatico britannico (Edimburgo, n. 1874 - Edimburgo, † 1938)

## Dirigenti pubblici(1)
- James A. Johnston, dirigente pubblico statunitense (Brooklyn, n. 1874 - San Francisco, † 1954)

## Esploratori(1)
- Harry Johnston, esploratore britannico (Kennington, n. 1858 - Londra, † 1927)

## Filosofi(1)
- Adrian Johnston, filosofo statunitense (n. 1974)

## Fotografe(1)
- Frances Benjamin Johnston, fotografa e fotoreporter statunitense (Grafton, n. 1864 - New Orleans, † 1952)

## Generali(3)
- Albert Sidney Johnston, generale statunitense (Washington, n. 1803 - Pittsburg Landing, † 1862)
- Joseph Eggleston Johnston, generale statunitense (Farmville, n. 1807 - Washington, † 1891)
- Robert B. Johnston, generale statunitense (Edimburgo, n. 1937 - † 2023)

## Giocatori di football americano(3)
- Clay Johnston, giocatore di football americano statunitense (Green Bay, n. 1996)
- Daryl Johnston, ex giocatore di football americano statunitense (Youngstown, n. 1966)
- Quentin Johnston, giocatore di football americano statunitense (Temple, n. 2001)

## Giocatori di poker(1)
- Berry Johnston, giocatore di poker statunitense (Bethany, n. 1935)

## Giornalisti(1)
- Alan Johnston, giornalista britannico (Lindi, n. 1962)

## Giuristi(1)
- David Johnston, giurista e politico canadese (Greater Sudbury, n. 1941)

## Hockeiste su ghiaccio(1)
- Rebecca Johnston, hockeista su ghiaccio canadese (Greater Sudbury, n. 1989)

## Hockeisti su ghiaccio(2)
- Joey Johnston, ex hockeista su ghiaccio canadese (Peterborough, n. 1949)
- Ross Johnston, hockeista su ghiaccio canadese (Charlottetown, n. 1994)

## Mezzofondisti(1)
- Bert Johnston, mezzofondista britannico (Dulwich, n. 1902 - Harold Wood, † 1967)

## Musicisti(1)
- Tom Johnston, musicista, chitarrista e cantautore statunitense (Visalia, n. 1948)

## Nuotatori(1)
- Mark Johnston, ex nuotatore canadese (St. Catharines, n. 1979)

## Pallanuotisti(1)
- Eric Johnston, pallanuotista australiano (Leichhardt, n. 1914 - Sydney, † 2005)

## Piloti di rally(1)
- Aaron Johnston, copilota di rally irlandese (n. 1995)

## Produttori discografici(2)
- Bob Johnston, produttore discografico statunitense (Hillsboro, n. 1932 - Nashville, † 2015)
- Rvssian, produttore discografico, cantante e imprenditore giamaicano (Kingston, n. 1988)

## Registi(1)
- Joe Johnston, regista, produttore cinematografico e effettista statunitense (Austin, n. 1950)

## Rugbisti a 15(1)
- Census Johnston, ex rugbista a 15 neozelandese (Auckland, n. 1981)

## Sceneggiatori(2)
- Greg Johnston, sceneggiatore e produttore televisivo statunitense (Boston, n. 1958)
- Phil Johnston, sceneggiatore e regista statunitense (Contea di Hennepin, n. 1971)

## Scrittrici(1)
- Jennifer Johnston, scrittrice irlandese (Dublino, n. 1930 - Dún Laoghaire, † 2025)

## Stuntman(1)
- Keii Johnston, stuntman, attore e doppiatore statunitense (Contea di Los Angeles)

## Tastieristi(1)
- Brian Johnston, tastierista britannico (Broxburn, n. 1945)

## Tennisti(1)
- Bill Johnston, tennista statunitense (San Francisco, n. 1894 - San Francisco, † 1946)

## Tuffatrici(1)
- Abigail Johnston, tuffatrice statunitense (Upper Arlington, n. 1989)

## Wrestler(1)
- Sami Callihan, wrestler statunitense (Bellefontaine, n. 1987)

## Senza attività specificata(1)
- David Alexander Johnston, vulcanologo statunitense (Chicago, n. 1949 - Monte Saint Helens, † 1980)